# Митрополит црногорско-приморски Иларион II
Иларион II (световно Илија Рогановић; Подгорица, 12. јул 1828 — Цетиње, 15. јануар 1882) био је митрополит црногорско-брдски од 1860. до 1882. године. Био је и први председник црногорског Црвеног крста.

## Биографија
Рођен је као Илија од родитеља Ђура и Марије, рођене Марковић.
Поп Алексија Радичевић и јеромонах Исаије Бајковић су га учили писмености. Замонашен је у манастиру Врањини. Митрополит Петар II Петровић Његош га је рукоположио у чин јерођакона 1843, а 1847. у чин јеромонаха. Послије смрти јеромонаха Исаије постављен је за старјешину манастира Ждребаоник, а 1856. позван је на Цетиње да изучава богословске предмете у цетињској семинарији.
Јеромонах Иларион је постао старјешина манастира Острог. Пошто је Никанор Ивановић 1860. напустио своју катедру на Цетињу, постављен је за митрополита од стране књаза Николе 5. августа исте године. Хиротонисан је 23. маја 1863. године. У току своје архијерејске службе осветио је 45 нових храмова и рукоположио 119 свештеничких кандидата. Сахрањен је у Влашкој цркви на Цетињу.
Чешки новинар и путописац Јосеф Холечек у књизи "Црна Гора у миру" (1884) на 164. страници (превод на српском) доноси занимљив податак да је владика Иларион играо билијар, са заробљеним Осман пашом. Британски археолог и путописац сер Артур Еванс у књизи "Илирска писма" (1878), на страници 165. пише: "... Нисам ли га видео једне летње вечери, где неспутан својом дугом одором, "баца камен" с атлетским члановима свога стада? Нису ли за његов рачун текла бурад пива за протекло пола сата?... Митрополит црногорски почиње и води коло на зеленој ливади изван сеоске престонице..."